# Onze-Lieve-Vrouw van Altijddurende Bijstandkerk (Sliedrecht)
De Onze Lieve Vrouw van Altijddurende Bijstandkerk is een Rooms-katholieke kerk aan de Stationsweg 179 in de Nederlandse plaats Sliedrecht.
De kerk werd in 1947-1948 gebouwd naar ontwerp van Nicolaas Molenaar jr. Het is een kleine eenbeukige zaalkerk in traditionalistische stijl. 
De kerk is in 2022 in gebruik bij de Heilige Theresia van Ávilaparochie.